# متلازمة موكميل
متلازمة موكميل هي حالة جلدية تتميز بحدوث شيب، نمش، بقع ناقصة الصباغ، صغر في الرأس، جنف.